# Herluf Jensenius
Herluf Ludvig Andreas Jensenius (født 5. oktober 1888 i København, død 17. juli 1966 i Hellerup) var en dansk bladtegner, især kendt fra Berlingske Tidende, hvor han var fast tegner fra 1934 til sin død. Han var blandt kendt for sit samarbejde med Viggo Barfoed (under pseudonymet "Ærbødigst") og for at revitalisere den satiriske årbog Blæksprutten.
Jensenius var uddannet lærer fra Blågård Seminarium 1909 og var selvlært tegner. Han modtog Eckersberg Medaillen i 1936 og Ingenio et arti i 1947.
Gift med Ellen Petersen. Parret flyttede i 1934 ind på kvisten i Rådhusstræde 1. Han boede der til sin død i 1966; hun til sin død i 1976. Svigersønnen Tobias Faber har beskrevet det jenseniuske hjem i erindringsbogen Kom indenfor. 
Eckersberg-medaljen modtog han for illustrationerne til H.C. Andersens eventyr Skyggen. I 1958 blev han udnævnt til ridder af Dannebrog.  Bedst huskes måske hans illustrationer til Peters jul. 
Farfar til skuespilleren Katrine Jensenius.